# American Beauty (soundtrack)
American Beauty is de originele soundtrack van de film uit 1999 met dezelfde naam en werd uitgebracht op 5 oktober 1999 door DreamWorks Records. 

## American Beauty: Music from the Original Motion Picture Soundtrack
Het album bevat de originele filmmuziek van Thomas Newman en popmuziek uit de film van diverse artiesten. Het nummer "Dead Already" is een klassieker geworden in de filmmuziek geschiedenis. De muziek werd ook gebruikt in de DreamWorks Animation film Madagascar, commercials en diverse televisieproducties. De filmmuziek werd in 2000 genomineerd voor een Oscar en Golden Globe. Ook was de muziek in 2000 genomineerd voor een Grammy Award met 'Best Soundtrack Album', maar won in 2001 een Grammy Award met 'Best Score Soundtrack Album for a Motion Picture, Television or other Visual Media'. Op 11 januari 2000 bracht DreamWorks Records nog een album uit over de film, met ditmaal alleen de originele filmmuziek van Newman.

### Nummers
| Nr. | Titel                    | Artiest(en)        | Duur |
| --- | ------------------------ | ------------------ | ---- |
| 1   | Dead Already             | Thomas Newman      | 3:18 |
| 2   | Because                  | Elliott Smith      | 2:20 |
| 3   | Free to Go               | The Folk Implosion | 3:31 |
| 4   | All Right Now            | Free               | 5:29 |
| 5   | Use Me                   | Bill Withers       | 3:45 |
| 6   | Cancer for the Cure      | Eels               | 4:44 |
| 7   | The Seeker               | The Who            | 3:23 |
| 8   | Don't Rain on my Parade  | Bobby Darin        | 2:53 |
| 9   | Open the Door            | Betty Carter       | 3:11 |
| 10  | We Haven't Turned Around | Gomez              | 6:28 |
| 11  | Bali Ha'i                | Peggy Lee          | 3:10 |
| 12  | Any Other Name           | Thomas Newman      | 4:05 |

## American Beauty: Original Motion Picture Score
De tweede soundtrack van de film is gecomponeerd door Thomas Newman en bestaat voornamelijk uit filmmuziek in de muziekstijl van Ambient. Bij het maken van de filmmuziek zijn de volgende muziekinstrumenten gebruikt, een banjo, ukelele, bas en tinwhistle door Rick Cox, basfluit door George Budd, dwarsfluit door Steve Kujala, weissenborn door Chas Smith en George Doering, mandola en dulcimer ook door George Doering, mandoline door Bill Bernstein, percussie en drums door Michael Fisher, viool door Bruce Dukov en piano en saz door Thomas Newman.

### Nummers
| Nr. | Titel                    | Duur |
| --- | ------------------------ | ---- |
| 1   | Dead Already             | 3:17 |
| 2   | Arose                    | 1:05 |
| 3   | Power of Denial          | 1:43 |
| 4   | Lunch with the King      | 2:26 |
| 5   | Mental Boy               | 1:43 |
| 6   | Mr. Smarty Man           | 1:10 |
| 7   | Root Beer                | 1:07 |
| 8   | American Beauty          | 3:06 |
| 9   | Bloodless Freak          | 1:38 |
| 10  | Choking the Bishop       | 1:53 |
| 11  | Weirdest Home Videos     | 2:03 |
| 12  | Structure and Discipline | 3:06 |
| 13  | Spartanette              | 0:59 |
| 14  | Angela Undress           | 1:43 |
| 15  | Marine                   | 1:34 |
| 16  | Walk Home                | 1:19 |
| 17  | Blood Red                | 0:37 |
| 18  | Any Other Name           | 4:09 |
| 19  | Still Dead               | 2:46 |

## Hitnoteringen

### NPO Klassiek Filmmuziek Top 200
| American Beauty in de NPO Klassiek Filmmuziek Top 200 | American Beauty in de NPO Klassiek Filmmuziek Top 200 | American Beauty in de NPO Klassiek Filmmuziek Top 200 | American Beauty in de NPO Klassiek Filmmuziek Top 200 | American Beauty in de NPO Klassiek Filmmuziek Top 200 |
| Jaar                                                  | 2016                                                  | 2023                                                  | 2024                                                  | 2025                                                  |
| ----------------------------------------------------- | ----------------------------------------------------- | ----------------------------------------------------- | ----------------------------------------------------- | ----------------------------------------------------- |
| Positie                                               | 34                                                    | 85                                                    | 87                                                    | 104                                                   |